# Hezi Shai
Hezi Shai (en hébreu חזי שי , né en 1954) est un ancien commandant de char des Forces de défense israéliennes. Pendant la guerre du Liban de 1982, il est l'un des cinq soldats israéliens portés disparus au combat après que son char ait été touché lors de la bataille de Sultan Yacoub .
Au cours de la bataille de Sultan Yacoub Shai et son équipage de char sont séparés et il entre dans un camp du Front populaire de libération de la Palestine – Commandement général, une organisation militante palestinienne pro-syrienne dirigée par Ahmed Jibril. Il est alors capturé et introduit clandestinement en Syrie. Pendant les deux ans et demi qui suivent, les services de défense israéliens n'ont aucune information sur sa localisation, ou sur son éventuelle survie. À la suite de longues négociations menées sous la médiation de diplomates autrichiens, l'accord Jibril est conclu, permettant la libération de Shai et de deux autres soldats israéliens capturés en mai 1985 en échange de 1 150 prisonniers palestiniens et libanais détenus par Israël.

## Biographie
Hezi Shai est né à Nes Ziona, en Israël, de Shlomo et Doris Shai, tous deux immigrants de Bagdad. Il a quatre sœurs. Il a étudié dans une école sioniste-religieuse à Pardes Katz.
Shai a servi comme sergent d'état-major et commandant de char pendant son service militaire. Il a dirigé un cours pour les commandants de chars. Après sa libération de l'armée, il a commencé à travailler pour la Banque Leumi, où il a rencontré sa femme, Iris,.
Shai a trois enfants et réside à Holon. Son fils Omer, né un an après sa libération, a été nommé en l'honneur du Dr Herbert Amry, le diplomate autrichien qui a servi de médiateur pour la libération.

## Bataille du Sultan Yacoub et captivité
Le 9 juin 1982, trois jours après le début de la guerre du Liban, Shai est appelé avec d'autres réservistes. Shai est alors chargé de commander un char déployé lors de la bataille de Sultan Yacoub. Le convoi de onze chars est alors encerclé par les forces syriennes et palestiniennes et engagé dans de violents combats tout au long de la nuit du 10 au 11 juin. Alors qu'il reçoit l'ordre de se replier vers les lignes israéliennes, le char de Shai, qui est le dernier du convoi, est touché par un obus ennemi et sa tourelle s'enlise dans un arbre. L'équipage, composé de Shai, Zechariah Baumel, Zvi Feldman et Arye Lieberman, abandonne le char et se cache dans un verger. L'équipage essuie des tirs et est séparé. Shai se retrouve dans un camp occupé par le Front populaire de libération de la Palestine – Commandement général (FPLP-CG), une organisation militante palestinienne pro-syrienne dirigée par Ahmed Jibril, et est fait prisonnier,,.

Shai a témoigné dans une interview :
 « En descendant, je suis entré dans un camp de Jibril. Quelqu'un s'est approché et m'a demandé : « Qui êtes-vous ? » J'ai répondu en arabe que j'étais avec les forces irakiennes. Il y avait des forces d'artillerie en bas et j'ai dit : « Je suis avec les canons », j'ai prononcé le mot « canons » en hébreu avec un accent arabe. J'avais simplement oublié le mot arabe. Le gars m'a dit d'y aller, mais quelqu'un d'autre m'a entendu et m'a dit d'attendre. Il est sorti, m'a vu et m'a dit : « Vous êtes un Israélien. » j’étais démasqué. »
Shai est interrogé par des membres du FPLP-GC armés, puis se fait bander les yeux et est poussé dans le coffre d'une voiture. Il est ligoté pieds et poings liés et la voiture part. Après une demi-heure de route, Shai est sorti et ses ravisseurs le giflent. Ils lui appliquent ensuite de l’iode rouge sur le visage et lui couvrent la tête et les yeux. Il se rendra compte plus tard qu'il s'agissait d'un subterfuge utilisé pour le faire entrer clandestinement à Damas. « Pendant les trois premiers mois de ma captivité, je pensais être à Beyrouth, alors qu'en fait j'étais dans un quartier résidentiel de Damas », a-t-il déclaré.
Shai est détenu pendant deux ans dans une salle de bain sale d’un appartement de Damas. Il porte uniquement un pyjama et ses jambes sont enchaînées. La salle de bain, mesurant 1.8 m × 1.4 m (5 pieds 11 en × 4 pieds 7 en), contenait des toilettes, un robinet et un lit, et était équipée d'une lourde porte en fer.Il a pu obtenir un Tanakh et a également fabriqué de petites maisons et des voitures à partir d'allumettes pour préserver sa santé mentale.
Shai a été interrogé fréquemment par ses ravisseurs et a demandé à voir un représentant de la Croix-Rouge, ce qui lui a été refusé,. À un moment donné, il a commencé une grève de la faim pour les forcer à faire appel à la Croix-Rouge, mais il a abandonné lorsqu'il a vu que cela ne fonctionnait pas. Ses ravisseurs auraient joué continuellement avec lui à des jeux psychologiques, le faisant douter de la loyauté de sa femme. Lorsqu'on lui a dit, huit mois après sa capture, qu'ils avaient kidnappé deux autres soldats israéliens, il a envisagé de se suicider pour « les baiser », pensant que ses ravisseurs exigeraient un prix élevé pour son retour.
Deux ans après le début de son calvaire, Shai est transféré dans une cellule plus grande. Il est brièvement interrogé par les Syriens, qui le « battent avec des manches à balai et l'ont soumis à des décharges électriques » avant de le renvoyer au groupe Jibril.

## Échange de prisonniers
Pendant les deux ans et demi qui suivent sa captivité, les services de défense israéliens ne savent pas que Shai est vivant et le considèrent comme mort. Le seul indice qu'un soldat israélien était retenu prisonnier est apparu un mois après la bataille de Sultan Yakoub, lorsqu'un officier de Jibril a rapporté à Ad-Dustour, un journal libanais, que son groupe détenait un prisonnier nommé « Tetsi Shai ». Cette information n'a pas été prise en compte par les services de renseignement israéliens.
En septembre 1982, Israël ouvre des négociations avec le FPLP-CG par l'intermédiaire d'un médiateur étranger pour le retour de deux soldats israéliens, Yosef Grof et Nissim Salem, qui avaient été capturés par le FPLP-CG sur l'autoroute Beyrouth-Damas. Quatre autres soldats enlevés avec Grof et Salem avaient déjà été rapatriés lors d'un précédent échange de prisonniers. Bien que Jibril n'ait pas mentionné que son groupe détenait Shai, Shmuel Tamir, le négociateur en chef, a commence à soupçonner que Shai était en vie quand le neveu de Jibril est appréhendé par Israël et fait allusion à cet effet. Les Israéliens identifient alors la déclaration dans Ad-Dustour dans leurs dossiers de renseignements et commencent à faire pression sur la Syrie. Le président autrichien nomme alors le Dr Herbert Amry, ambassadeur d'Autriche en Grèce, pour mener les négociations avec le FPLP-CG, et Amry commence à faire la navette entre Tel-Aviv et la Syrie. Le 5 juillet 1984, Amry rend visite à Shai, le prend en photo et lui demande d'écrire une lettre à sa femme. Amry présente la preuve de l'existence de Shai lors d'une conférence de presse israélienne quelques jours plus tard.
Un accord est négocié, connu sous le nom d'accord Jibril, qui prévoit que le FPLP-CG libère les trois soldats israéliens en échange de 1 150 prisonniers palestiniens et libanais détenus par Israël. Impliquant de nombreux prisonniers palestiniens, dont beaucoup purgeaient des peines de prison à perpétuité pour meurtres, l’accord Jibril n’est pas populaire en Israël. Les résidents juifs de Cisjordanie sont furieux de voir des Palestiniens condamnés pour avoir tué des colons être libérés, et des manifestations sont organisées,. Le ministre de la Défense Yitzhak Rabin a affirmé qu'une opération de sauvetage de type Entebbe n'avait pas été possible, et qu'il n'avait donc « pas eu le choix » et avait négocié « les meilleures conditions possibles » et convaincu le cabinet israélien de l'approuver. Le ministre sans portefeuille Moshe Arens a soutenu Rabin lors du vote, mais l'a regretté plus tard. De nombreux prisonniers libérés ont continué à participer à la première Intifada et ont commis d’autres attaques contre des civils israéliens.
Grof, Salem et Shai sont livrés aux représentants de la Croix-Rouge à l' aéroport de Genève le 20 mai 1985,.
Dans les années qui ont suivi sa libération, Shai a souffert de stress post-traumatique, d'une difficulté à se concentrer et à dormir, et de troubles de comportements.

## Carrière bancaire et prise de parole en public
Suite a sa libération, Shai travaille comme chef de projet dans la succursale principale de la Banque Leumi à Tel Aviv. Il s'exprime également devant des groupes de soldats israéliens, donne des interviews aux médias sur les négociations concernant les prisonniers et rend visite aux familles des soldats capturés pour leur offrir des encouragements.